# Unawa
Die Unawa (ukrainisch Унава) ist ein 87 km langer, rechter Nebenfluss des Irpin in der Ukraine.
Der Fluss im Einzugsgebiet des Dneprs hat ein Einzugsgebiet von 680 km² und ein Gefälle von 1,2 m/km.  Im 17. Jahrhundert verlief entlang des Flusses die Grenze zwischen Polen-Litauen und dem Zarenreich Russland.

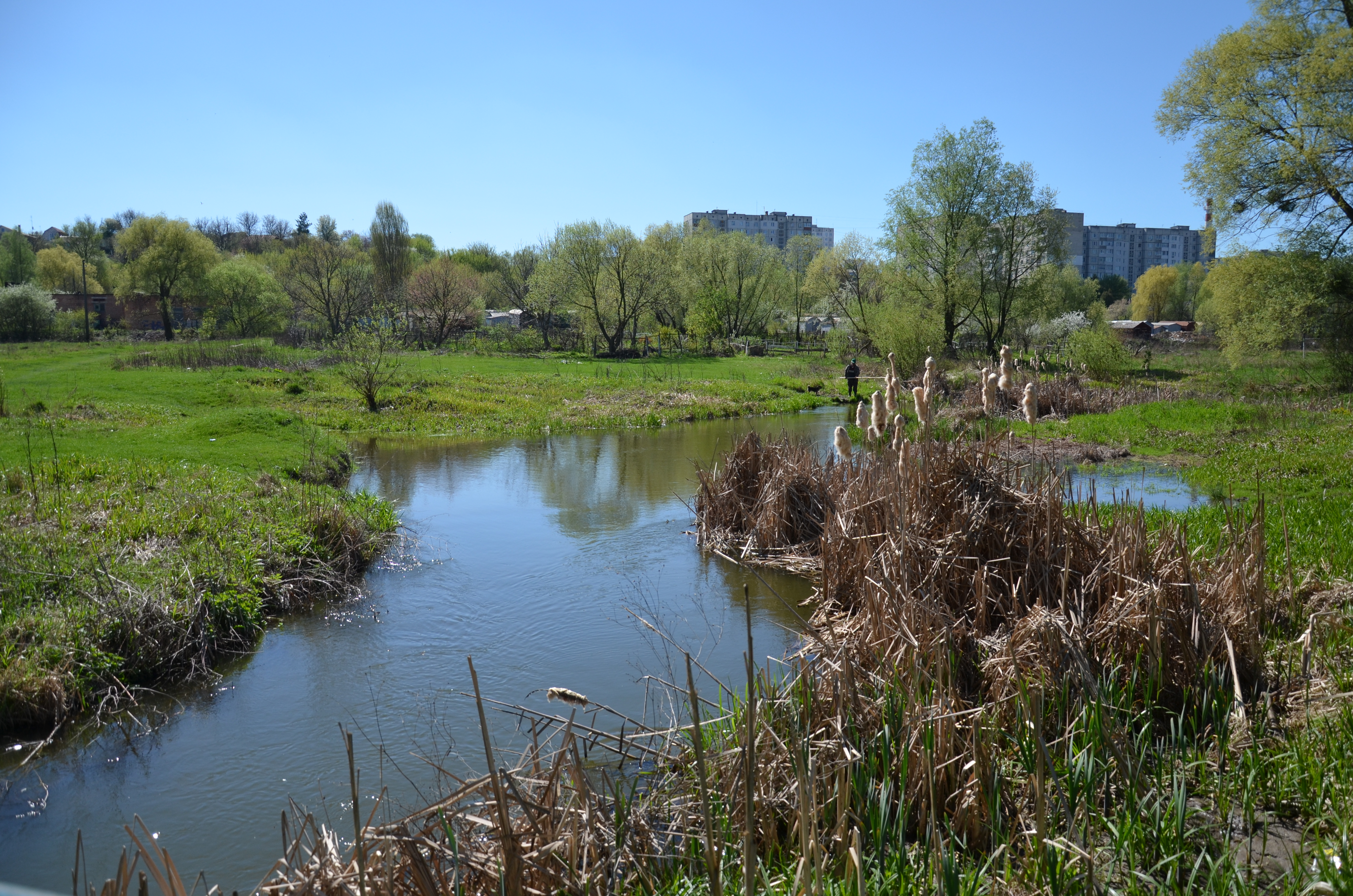
Der Fluss bei Fastiw

Das Flusstal ist muldenförmig, die Auen sind an einigen Stellen sumpfig und bis zu 600 m breit. Das Flussbett ist auf 34 km Länge reguliert. Zur Wasserversorgung und für die Fischzucht wurde der Fluss bei Fastiw zum Fastiw-Stausee angestaut. Eine hydrologische Station bei Fastiw besteht seit 1949. Von Anfang Dezember bis März ist der Fluss gefroren. Im Gemeindegebiet von Wolyzja (Rajon Fastiw) befindet sich entlang des Flusses das 1996 eingerichtete, 974 Hektar große nationale Landschaftsschutzgebiet Unawa-Trakt (Урочище Унава).

## Verlauf
Die Unawa entspringt im Rajon Berdytschiw südwestlich von Horodyschtsche (Городище) im Süden der Oblast Schytomyr. Das erste Dorf an ihrem Ufer ist Mostowoho (Мостового). Sie fließt zunächst nach Osten und wendet sich dann allmählich nach Nordosten und nahe der Mündung Richtung Norden/Nordwesten.
Beim Dorf Perewis (Перевіз) im Rajon Wassylkiw der Oblast Kiew mündet sie von rechts in den Irpin.

## Nebenflüsse
Nebenflüsse der Unawa sind von rechts die 13 Kilometer lange Schachrajka (Шахрайка, Einzugsgebiet 54,4 km²) und die 12 Kilometer lange Plyska (Плиська, Einzugsgebiet 46,8 km²) sowie die von links zufließende, 11 Kilometer lange Krywenka (Кривенька, Einzugsgebiet 28,6 km²).